# The Rock (Frankie Miller)
| Recensione              | Giudizio |
| ----------------------- | -------- |
| Dizionario del Pop-Rock | [ 3 ]    |

The Rock è un album a nome The Frankie Miller Band, pubblicato dalla casa discografica Chrysalis Records nel 1975.
Il disco non ebbe piazzamenti di classifica.

## Il disco
L'album si apre con il brano A Fool in Love, solido rock-southern soul, cantato in stile Redding (The Memphis Horns ai fiati).
The Heartbreak è una lenta ballata di blues elettrico con venature soul.
The Rock è un brano dedicato ai prigionieri di Alcatraz (la famosa prigione soprannominata appunto La rocca, visibile tra l'altro dallo studio di registrazione dell'album), con tanto di dedica in retrocopertina.
I Know Why the Sun Don't Shine è un'altra ballata blues.
Hard on the Levee pezzo soul dal ritmo veloce.
Ain't Got No Money brano semplice ma divertente in stile boogie in seguito eseguito da altri musicisti come Chris Farlowe, Cher e Bob Seger.
All My Love to You, I'm Old Enough e Bridgeton sono ballate di blues elettrico.
Drunken Nights in the City brano dedicato al compagno di bevute, Jimmy Johnstone, famoso ex calciatore del Celtic.

## Tracce

### LP
Lato A
Testi e musiche di Frankie Miller, eccetto dove indicato.
1. A Fool in Love – 3:05 (Frankie Miller, Andy Fraser)
2. The Heartbreak – 4:00
3. The Rock – 3:32
4. I Know Why the Sun Don't Shine – 6:01
5. Hard on the Levee – 3:18

Lato B
Testi e musiche di Frankie Miller.
1. Ain't Got No Money – 2:51
2. All My Love to You – 5:35
3. I'm Old Enough – 4:50
4. Bridgeton – 4:35
5. Drunken Nights in the City – 3:51

## Formazione
The Frankie Miller Band
- Frankie Miller – voce, chitarra ritmica
- Henry McCullough – chitarra solista, accompagnamento vocale, cori
- Mick Weaver – tastiere
- Chrissy Stewart – basso
- Stu Perry – batteria, percussioni

Musicisti aggiunti
- The Memphis Horns – strumenti a fiato
- The Edwin Hawkins Singers – accompagnamento vocale, cori
- James Dewar – accompagnamento vocale, coro

Note aggiuntive
- Elliot Mazer – produttore
- Registrazioni effettuate al His Master's Wheels
- Jeremy Zatkin e Elliot Mazer – ingegneri delle registrazioni
- George Horn – mastering
- Bob Cato – foto e design copertina album originale[4]